# Woodson (Arkansas)
Pour les articles homonymes, voir Woodson.
Woodson est une census-designated place du comté de Pulaski, dans l’État américain de l'Arkansas.